# كاثي وات
كاثي وات (بالإنجليزية: Kathy Watt) مواليد 11 سبتمبر 1964، هي درّاجة أسترالية في صنف سباق الدراجات على الطريق وعلى المضمار. شاركت في دورة الألعاب الأولمبية الصيفية وفازت بميدالية أولمبية.

## الميداليات
| الميدالية | المسابقة                       |
| --------- | ------------------------------ |
| ذهبية     | الألعاب الأولمبية الصيفية 1992 |
| فضية      | الألعاب الأولمبية الصيفية 1992 |

## روابط خارجية
- كاثي وات على موقع النتائج التاريخية لألعاب القوى الأسترالية (الإنجليزية)
- كاثي وات على موقع الاتحاد الدولي للدراجات (الإنجليزية)
- كاثي وات على موقع أرشيف الدراجات (الإنجليزية)
- كاثي وات على موقع إحصائيات الدراجات الإحترافية (الإنجليزية)
- كاثي وات على موقع نسبة الدراجات (الإنجليزية)
- كاثي وات على موقع CycleBase (الإنجليزية)
- كاثي وات على موقع أوليمبيديا (الإنجليزية)
- كاثي وات على موقع اللجنة الأولمبية الأسترالية (الإنجليزية)
- كاثي وات على موقع دورة ألعاب الكومنولث 2006 (مؤرشف) (الإنجليزية)
- كاثي وات على موقع قاعة أستراليا للمشاهير الرياضية (الإنجليزية)

كاثي وات  في موقع Cycling Archives سايكلنج أركايفز